# Gustl Bayrhammer
Gustl Bayrhammer (eredetileg Adolf Gustav Rupprecht Maximilian Bayrhammer, 1922. február 12. – 1993. április 24.) német színész.
Legismertebb szerepe Éder asztalosmester a Pumukli kalandjai című filmsorozatban. A film után sok más müncheni polgárral együtt szerette volna, ha a müncheni Lehel városrészben a negyed fönnmarad, ahol a Pumukli játszódik. A városrészt ennek ellenére lebontották.

## Élete és pályája
1922. február 12-én született Münchenben.
Apja Max Bayrhammer színész. Gustl először kereskedőnek tanult apja kérésére, ám ő sokkal inkább a színészi pályát szerette volna, aminek azonban Max nem örült kifejezetten.
Eleinte Münchenben járta a középiskolát, majd 1940-ben belépett a hadseregbe és a Luftwaffe kötelékében mint híradó szolgált. Zsoldját berlini színiiskolára költötte, és azt el is végezte 1944-re. Először 1945-ben Sigmaringenben kapott szerződést. Sigmaringenben ismerte meg későbbi feleségét, Irmgard Henninget. Ezután Münchenben, Tübingenben, Augsburgban, Karlsruhéban és Salzburgban volt szerződése. 1966-ban egy filmmel lett ismert, a film címe Bohrloch oder Bayern ist nicht Texas, magyarul: Furat, avagy Bajorország nem Texas. 1972-1981-ig a Tetthely című krimisorozatban volt nyomozó. Különféle bajor tv-sorozatokban is fellépett. Utolsó filmes szerepe a Pumukli és a kék hajómanó c. film volt, melyet már halála után mutattak be.

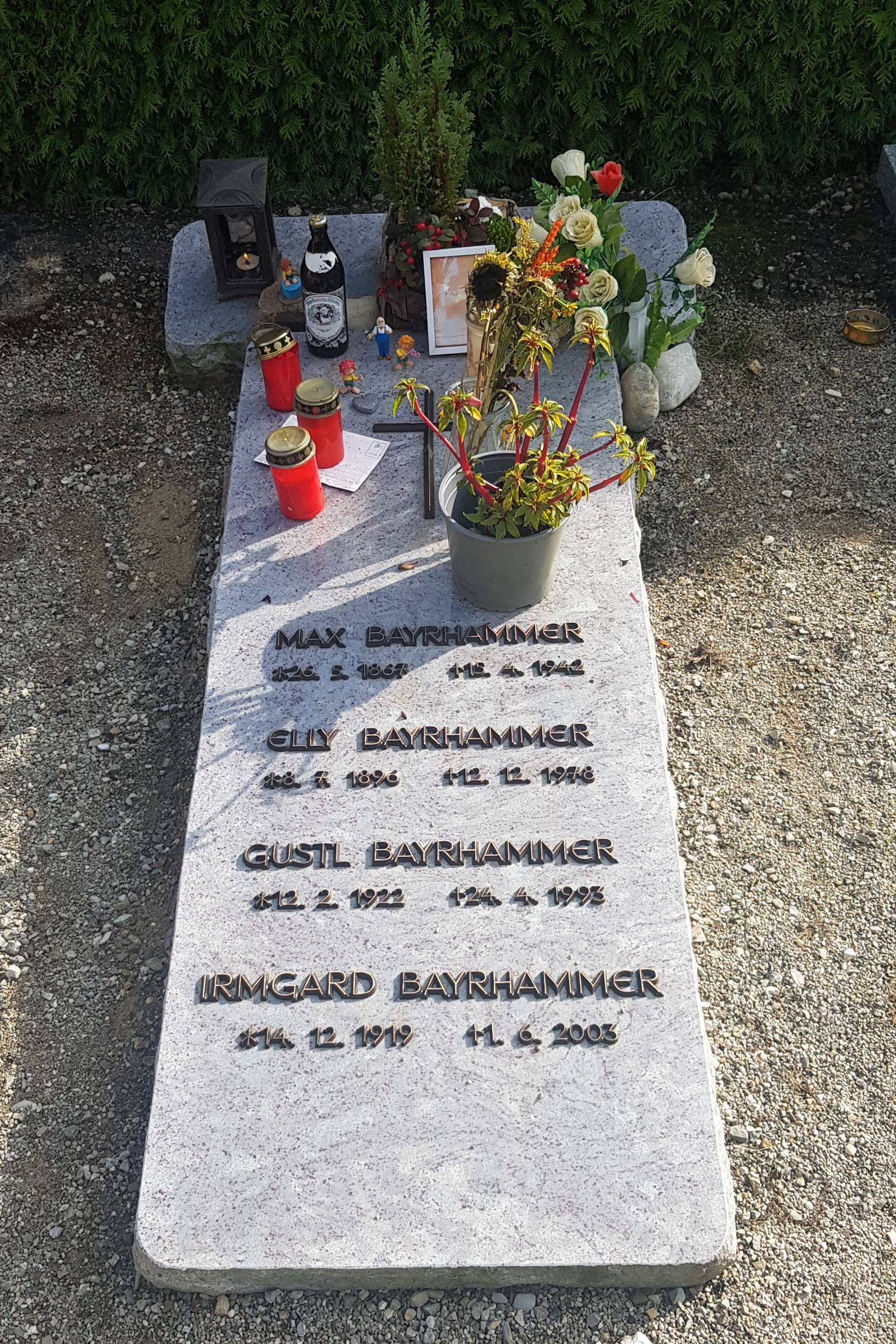
A sírja a kraillingi temetőben

A rendkívül erős dohányos Bayrhammert 1980-ban már érte egy erős szívroham épp egy színházi előadás közepén. Orvosai tanácsára ezért leszokott a dohányzásról, lefogyott és a munkában is visszafogta magát. Végül 1993. április 24-én 71 éves korában álmában halt meg szívroham következtében. Sírja a kraillingi temetőben található, München közelében. Felesége 10 évvel élte túl.

## Filmjei
- 1964 - Die Tochter des Bombardon
- 1966 - Endkampf
- 1966 - Das Bohrloch oder Bayern ist nicht Texas; Buch und Regie: Rainer Erler
- 1969 - Der Bettenstudent oder: Was mach’ ich mit den Mädchen?
- 1969 - Der Attentäter
- 1970 - O.k.
- 1970 - Mathias Kneißl
- 1970-1992 - Tetthely (Tatort) (TV Sorozat)
- 1972 - Die Lokalbahn
- 1973 - Der Mensch Adam Deigl und die Obrigkeit
- 1973 - Die drei Eisbären
- 1973 - Die drei Dorfheiligen; Regie: Olf Fischer
- 1974 - Das sündige Dorf; Regie: Olf Fischer
- 1974 - Der Wohltäter (TV filmsorozat); von Käthe Braun; Regie: Wolf Dietrich
- 1975 - Az özvegyember (Der Wittiber)
- 1975 - Der Brandner Kaspar und das ewig' Leben
- 1976 - Csillagkőudvar – bármi áron (Sternsteinhof)
- 1977 - Bolwieser; Regie: Rainer Werner Fassbinder
- 1977 - Die Jugendstreiche des Knaben Karl
- 1977 - Sachrang
- 1978 - Der alte Feinschmecker
- 1979 - Die Münze
- 1981 - Die Grenze
- 1981 - Spätlese oder Auch der Herbst hat schöne Tage
- 1981 - Barátom, a sejk (Mein Freund, der Scheich)
- 1982 - Vergiftet oder arbeitslos? (Fernsehspiel); rendező: Bernward Wember
- 1982-1989 - Pumukli kalandjai sorozat (Meister Eder und sein Pumuckl)
- 1983 - Der Schnüffler
- 1983 - Wunderland (TV filmsorozat)
- 1986 - Hatschipuh
- 1987 - Zwei auf der Straße
- 1987-1989 - A klinika (Die Schwarzwaldklinik) (TV-sorozat): Csavargó Boris
- 1988 - Wieviel Liebe braucht der Mensch
- 1991 - Stein und Bein
- 1991 - A siker (Erfolg)
- 1992 - Der Unschuldsengel
- 1994 - Pumukli és a kék hajómanó (Pumuckl und der blaue Klabauter)

## Fordítás
Ez a szócikk részben vagy egészben  a   Gustl Bayrhammer című német Wikipédia-szócikk fordításán alapul.  Az eredeti cikk szerkesztőit annak laptörténete sorolja fel. Ez a jelzés csupán a megfogalmazás eredetét és a szerzői jogokat jelzi, nem szolgál a cikkben szereplő információk forrásmegjelöléseként.